# العلاقات الكاميرونية الهندية
العلاقات الكاميرونية الهندية هي العلاقات الثنائية التي تجمع بين الكاميرون والهند.

## مقارنة بين البلدين
هذه مقارنة عامة ومرجعية للدولتين:
| وجه المقارنة                                              | الكاميرون                      | الهند                       |
| --------------------------------------------------------- | ------------------------------ | --------------------------- |
| المساحة (كم2)                                             | 475.44 ألف                     | 3.29 مليون                  |
| عدد السكان (نسمة)                                         | 24.05 مليون                    | 1.35 مليار                  |
| الكثافة السكانية (ن./كم²)                                 | 50.58                          | 410.33                      |
| العاصمة                                                   | ياوندي                         | نيودلهي                     |
| اللغة الرسمية                                             | لغة فرنسية، لغة إنجليزية       | اللغة الهندية، لغة إنجليزية |
| العملة                                                    | فرنك وسط أفريقي                | روبية هندية                 |
| الناتج المحلي الإجمالي (بليون دولار)                      | 34.80 مليار                    | 2.60 تريليون                |
| الناتج المحلي الإجمالي (تعادل القوة الشرائية) بليون دولار | 72.72 مليار                    | 8.00 تريليون                |
| الناتج المحلي الإجمالي الاسمي للفرد دولار أمريكي          | 1.22 ألف                       | 1.60 ألف                    |
| الناتج المحلي الإجمالي للفرد دولار أمريكي                 | 2.97 ألف                       | 5.70 ألف                    |
| مؤشر التنمية البشرية                                      | 0.512                          | 0.609                       |
| رمز المكالمات الدولي                                      | +237                           | +91                         |
| رمز الإنترنت                                              | .cm                            | .in، .भारत ‏، .بھارت ‏،        |
| المنطقة الزمنية                                           | توقيت غرب أفريقيا، ت ع م+01:00 | ت ع م+05:30، توقيت الهند    |

## منظمات دولية مشتركة
يشترك البلدان في عضوية مجموعة من المنظمات الدولية، منها:
| علم المنظمة | اسم المنظمة                        | تاريخ انضمام الكاميرون | تاريخ انضمام الهند |
| ----------- | ---------------------------------- | ---------------------- | ------------------ |
|             | يونسكو                             | 11 نوفمبر 1960         | 4 نوفمبر 1946      |
|             | الفريق المعني برصد الأرض           | ?                      | ?                  |
|             | مؤسسة التمويل الدولية              | 1 أكتوبر 1974          | 20 يوليو 1956      |
|             | منظمة حظر الأسلحة الكيميائية       | ?                      | ?                  |
|             | مؤسسة التنمية الدولية              | 10 أبريل 1964          | 24 سبتمبر 1960     |
|             | منظمة التجارة العالمية             | ?                      | 1995               |
|             | وكالة ضمان الاستثمار متعدد الأطراف | 7 أكتوبر 1988          | 6 يناير 1994       |
|             | الاتحاد البريدي العالمي            | ?                      | ?                  |
|             | منظمة الشرطة الجنائية الدولية      | ?                      | ?                  |
|             | الأمم المتحدة                      | 20 سبتمبر 1960         | 30 أكتوبر 1945     |
|             | الاتحاد الدولي للاتصالات           | 22 ديسمبر 1960         | 1869               |
|             | البنك الدولي للإنشاء والتعمير      | 10 يوليو 1963          | 27 ديسمبر 1945     |
|             | المنظمة الهيدروغرافية الدولية      | ?                      | ?                  |
|             | البنك الإفريقي للتنمية             | ?                      | ?                  |
|             | دول الكومنولث                      | ?                      | 15 أغسطس 1947      |

## وصلات خارجية
- موقع وزارة الخارجية الكاميرونية
- موقع وزارة الخارجية الهندية